# Leptothrips macroocellatus
Leptothrips macroocellatus är en insektsart som beskrevs av Watson 1913. Leptothrips macroocellatus ingår i släktet Leptothrips och familjen rörtripsar. Inga underarter finns listade i Catalogue of Life.